# Детково (Бежаницкий район)
Детково — деревня на юго-западе Бежаницкого района Псковской области. Входит в состав сельского поселения Кудеверская волость.

## География
Расположена на Бежаницкой возвышенности, в 5 км к юго-востоку от деревни Бардово, в 14 км к югу от волостного центра Кудеверь и в 64 км к юго-западу от райцентра Бежаницы.

## Население
Численность населения деревни по состоянию на 2000 год составляла 11 жителей.

## История
До 2005 года деревня входила в состав ныне упразднённой Бардовской волости.